# クリスティアン・エリクセン
クリスティアン・ダンネマン・エリクセン（Christian Dannemann Eriksen, 1992年2月14日 - ）は、デンマーク・南デンマーク地域メデルファード出身のサッカー選手。プレミアリーグ・マンチェスター・ユナイテッドFC所属。デンマーク代表。同国代表歴代最多出場数保持者である。ポジションはMF（DMF, VOL）。

## クラブ経歴

### 初期
メデルファードに生まれ、2008年までデンマークのオーデンセBKのユースチームに所属した。2008年にデンマークのU-17ヤングプレイヤーオブザイヤーに選ばれると、チェルシーFCやACミランなどビッグクラブからコンタクトがあったが、2008年10月17日、アヤックス・アムステルダムに移籍した。

### アヤックス
最初はユースチームに所属し、2010年にトップチームに昇格。1月17日のNACブレダ戦で先発し、エールディヴィジデビューを果たした。2011-12シーズンは15アシスト、翌2012-13シーズンはリーグ戦で13アシストを記録。2013年のシーズン、リーグ戦、4試合をアヤックスでプレーした後、シーズン途中トッテナムへ移籍。アヤックス在籍時はエールディヴィジ3連覇の原動力となった。

### トッテナム

#### 2013-14シーズン
8月30日、シーズン途中にトッテナム・ホットスパーFCへの移籍が決定。2013年9月14日のノリッジ・シティ戦でプレミアリーグデビューを果たし、同試合でアシストを記録した。12月26日、ウェスト・ブロムウィッチ・アルビオンFC戦でフリーキックからプレミアリーグ初ゴールを決めた。

#### 2014-15シーズン
ハリー・ケイン、ナセル・シャドリと共にリーグ戦では、二桁得点を記録。2015年10月4日のスウォンジー戦ではフリーキックから2得点を決めた。

#### 2015-16シーズン
リーグ2位となる13アシストを記録し、プレミアリーグの優勝は逃したが、チャンピオンズリーグ出場権獲得に貢献した。10月4日、スウォンジー・シティ戦では2ゴールを決めたが、チームは引き分けに終わった。1月16日、サンダーランド戦では先制点を含む2ゴールを決め、チームに勝利をもたらし、2月14日、マンチェスター・シティ戦では決勝ゴールを決めた。

#### 2016-17シーズン
12月3日、スウォンジー・シティ戦では2得点を決めると、12月14日、ハル・シティAFC戦でも2得点を決め、マンオブザマッチに選ばれた。2017年1月4日首位のチェルシーFCとの試合ではデレ・アリの2ゴールをアシストし、勝利に貢献した。2016-17シーズンは8得点15アシストを記録、チームの2位、2年連続のチャンピオンズリーグ出場権獲得に貢献、再びプレミアリーグのアシストランキングでは2位となった。またスカイスポーツが選ぶ、プレミアリーグファンタジーイレブンにも選出された。

#### 2017-18シーズン
8月13日の開幕戦となったニューカッスル戦では、クロスでデレ・アリのゴールをアシストするなど2アシストの活躍で開幕戦の勝利に貢献し、9月9日、エヴァートンFCとの対戦で、こぼれ球を押し込んで2017-18シーズンの初ゴールを決めた。11月1日、UEFAチャンピオンズリーググループH、ウェンブリー・スタジアムで行われたレアル・マドリードとの対戦では、後半チームの3点目を決め、3-1での勝利に貢献、トッテナムのCLグループステージ突破に貢献した。2018年1月31日、マンチェスター・ユナイテッド戦では試合開始僅か11秒足らずの時間帯に先制点を決め、2-0での勝利に貢献した。チャンピオンズリーグ決勝トーナメントラウンド16、ユヴェントスFCとの1stレグの対戦では1-2とリードされたなか、後半ブッフォンの意表を突く低い弾道の直接FKを決め、敵地での2-2での引き分けに貢献した。3月17日、FAカップ準々決勝スウォンジー・シティ戦、カーブを描くシュートでの先制点を含め2ゴールの活躍でチームに勝利をもたらし、準決勝進出に貢献した。
4月1日、チェルシー戦では1-1の同点とするゴールをドライブをかけたシュートで決め、3-1での勝利に貢献、同ゲームのマンオブザマッチにも選出された。またこのゴールは無回転ミドルとしてアンリらから称賛を集めた。次節4月7日のストーク・シティ戦でも先制点を挙げ、またケインのゴールをアシストし、2-1での勝利をもたらし、2試合連続のマンオブザマッチに選出され、マンチェスター・シティ戦でも3試合連続となる得点を決め、2013-14シーズン以来の2桁ゴールを達成、2018年4月14日、リーグで2桁ゴールを決めるなどの活躍が評価され、初のPFA年間ベストイレブンに選出されるなど、10ゴール10アシストとチームの3期連続チャンピオンズリーグ出場確保に貢献した。

#### 2018-19シーズン
3月31日、リヴァプールFC戦でプレミアリーグの歴史ででこれまでデビッド・ベッカムのみが達成していた、4シーズン連続10アシスト以上という記録を達成した。4月3日のクリスタル・パレス戦でソン・フンミンのスパーズ新スタジアムにおける第1号となるゴールをアシスト、その後自身もソンに次ぐ新スタジアム第2号となるゴールを決めた。チャンピオンズリーグ決勝では直接フリーキックからゴールを脅かしたが、アリソンの好セーブにより得点は奪えず、リヴァプールFCに2-0と敗れ準優勝に終わっている。

#### 2019-20シーズン
このシーズンは契約が最終年だったこともあり移籍が噂され、特にレアル・マドリードとマンチェスター・ユナイテッドFCの名が挙がっていたが、クラブ間合意に達することなく残留した。しかし、一連の騒動の影響からかシーズンに入ってからも調子は上がらず、9月1日のアーセナルとのノースロンドンダービーでは先発しゴールを決めたが、シーズン途中に監督がマウリシオ・ポチェッティーノからジョゼ・モウリーニョに交代して以降はベンチ要員に降格。更に2020年に入ってからはインテルナツィオナーレ・ミラノからの関心が報じられ、実際に移籍する事となった。
トッテナム在籍中の約6シーズン半に渡り、プレミアリーグを代表する司令塔の一人として通算305試合出場、69得点89アシストを記録し、チームメイトのケイン、ソン、デレと形成する攻撃陣は"DESK"の名で親しまれた。また、4期連続のチャンピオンズリーグ出場権獲得や、2018-19シーズンのチャンピオンズリーグ準優勝に貢献した。

### インテル
2020年1月28日、インテル・ミラノにおよそ2000万ユーロの移籍金で2024年6月30日までの契約で移籍した。背番号は24。ヨーロッパリーグ決勝トーナメント1回戦1stレグ、ルドゴレツ戦で決勝ゴールとなった移籍後初ゴールを決めた。リーグ第29節のブレシア戦でセリエA初ゴールを決めたが、セリエAのスタイルに馴染めず、リーグ戦でのフル出場は僅か2試合と、多くの出場時間を与えられなかった。
2020-21シーズンになっても変わらず、監督アントニオ・コンテの構想外となり、11月には早くも移籍の噂が浮上。更に12月に入ってからは、ボルシア・ドルトムントやヘルタ・ベルリンに加え、古巣トッテナムの宿敵アーセナルFCなどが、エリクセンの獲得を検討しているとも報じられた。しかし、 コッパ・イタリア準々決勝のミラン戦で試合終了間際にFKを決め、調子を取り戻す。以降、監督のコンテに信頼されてスタメン出場が増加、リーグ第34節のクロトーネ戦では途中出場からゴールを決めてチームの勝利に貢献した。チームの約11シーズン振りのリーグ優勝に貢献した。
2021年6月、UEFA EURO 2020で試合中に心停止で倒れたことで、治療の一環として植え込み型除細動器(ICD)を装着する手術を受けたが、イタリアの規定によりICDを装着してのプレーは認められず、2021年12月17日、インテルとの契約解消に合意し、退団したことが発表された。

### ブレントフォード
2022年1月31日、ブレントフォードFCと2021-22シーズン終了までの契約を締結した。リーグ27節、ニューカッスル・ユナイテッドとの対戦に後半約7分から出場。実戦復帰を果たした。3月13日、バーンリーとの対戦で加入後公式戦初アシストを決めた。
2022年4月4日、チェルシー戦で移籍後初ゴールを決め、4-1の大勝に大きく貢献した。

### マンチェスター・ユナイテッド
2022年7月15日、マンチェスター・ユナイテッドFCはエリクセンの獲得を発表。契約は2025年6月30日までの3年間。10月30日、リーグ第14節のウェストハム戦では正確なクロスからラッシュフォードの通算100ゴール目をアシストした。11月14日、リーグ第16節のフルハム戦で移籍後初ゴールを挙げ、更にガルナチョの決勝ゴールもアシストした。2023年1月FAカップ4回戦、レディング戦でアンディ・キャロルから悪質なタックルを受けて負傷、シーズン最終盤までの長期離脱を強いられる見込みとなった。

## 代表経歴

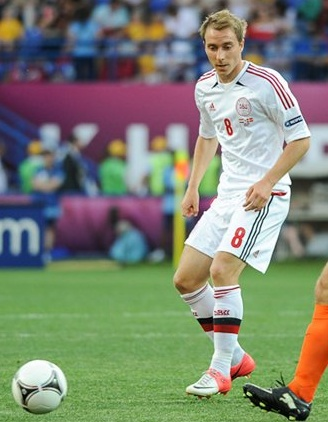
デンマーク代表でプレーするエリクセン（2012年）

U-17デンマーク代表に15歳で選出。U-17代表時代は現在ブレントフォードの監督であるトーマスフランクの教え子であった。
2010年2月、デンマーク代表に初招集され、3月のオーストリアとの親善試合でデンマーク代表史上4番目の若さで代表デビュー。2010 FIFAワールドカップではグループリーグ第1戦のオランダ戦、第3戦の日本戦で途中出場して、同大会の最年少出場選手となった。
2011年6月4日のUEFA EURO 2012予選アイスランド戦で代表初得点を挙げた。2016年6月7日のキリンカップ、ブルガリア戦ではハットトリックを達成した。
2018 FIFAワールドカップ・ヨーロッパ予選では8得点、更に2017年11月14日のアイルランドとの2018 FIFAワールドカップ・ヨーロッパ予選プレーオフ2ndレグでは0-1とアイルランドにリードされる状況からハットトリックを達成し、デンマークのワールドカップ出場権獲得の立役者となった。
2018 FIFAワールドカップのグループリーグ初戦のペルー戦ではユスフ・ポウルセンの決勝ゴールをアシストした。第2戦のオーストラリア戦は引き分けに終わるが、先制点を決めマン・オブ・ザ・マッチに選ばれた。決勝トーナメント1回戦のクロアチア戦では1-1のまま試合は動かずPK戦に突入。1番手のキッカーを務めたが、ダニエル・スバシッチにセーブされ失敗、後の2人も止められたことでチームは敗退した。
UEFA EURO 2020予選では全8試合に出場し、チーム最多の5ゴールを決め、大会出場に貢献した。2020年10月14日のイングランド戦で代表通算100試合出場を達成した。
2021年6月12日のUEFA EURO 2020グループリーグ初戦フィンランド戦の前半終盤、味方のスローインに合わせて走っている時に突如心停止で倒れた。近くにいた複数の選手がすぐに基本的な気道確保等を行いつつ、その間に到着したチームドクターの判断で、そのままピッチ上でAEDによる蘇生処置が行われ、一度目の除細動で心拍が復帰し、そのまま病院に緊急搬送された。後に意識が回復して症状が安定しており、また本人からも世界中の人々へ感謝するメッセージをメディアを通じて発している。
2022年3月26日、オランダとの親善試合で代表に復帰。後半開始から途中出場すると、2分後にこの試合のファーストタッチでゴールを挙げた。
その後、11月8日にはカタールW杯に臨むメンバーの1人に選ばれた。
2024年、UEFA EURO 2024グループリーグ初戦スロベニアとの対戦で1得点を記録、プレーヤーオブザマッチに選出された。

## 評価
ポジションやプレースタイルに共通する点があるところからメスト・エジルと比較されることがある。
デンマーク代表監督のモアテン・オルセンはエリクセンについて、「ファン・デル・ファールトやスナイデルが同じ年齢だった頃よりも、多くの部分でより優れていると思う。ファン・デル・ファールトやスナイデルがキャリアの同じ段階にいた頃と同じくらいゴールを決めている」と語っている。
過去に数度、FCバルセロナからの関心が伝えられたことがあった。

## 個人成績

### クラブ
2023-24シーズン終了時点
| クラブ                       | シーズン     | リーグ戦         | リーグ戦 | リーグ戦 | 国内カップ | 国内カップ | リーグカップ | リーグカップ | 国際大会 | 国際大会 | その他 | その他 | 合計 | 合計 |
| クラブ                       | シーズン     | ディビジョン     | 出場     | 得点     | 出場       | 得点       | 出場         | 得点         | 出場     | 得点     | 出場   | 得点   | 出場 | 得点 |
| ---------------------------- | ------------ | ---------------- | -------- | -------- | ---------- | ---------- | ------------ | ------------ | -------- | -------- | ------ | ------ | ---- | ---- |
| アヤックス                   | 2009-10      | エールディヴィジ | 15       | 0        | 4          | 1          | -            | -            | 2        | 0        | -      | -      | 21   | 1    |
| アヤックス                   | 2010-11      | エールディヴィジ | 28       | 6        | 6          | 1          | -            | -            | 12       | 1        | 1      | 0      | 47   | 8    |
| アヤックス                   | 2011-12      | エールディヴィジ | 33       | 7        | 2          | 0          | -            | -            | 8        | 1        | 1      | 0      | 44   | 8    |
| アヤックス                   | 2012-13      | エールディヴィジ | 33       | 10       | 4          | 2          | -            | -            | 8        | 1        | -      | -      | 45   | 13   |
| アヤックス                   | 2013-14      | エールディヴィジ | 4        | 2        | -          | -          | -            | -            | -        | -        | 1      | 0      | 5    | 2    |
| アヤックス                   | 通算         | 通算             | 113      | 25       | 16         | 4          | -            | -            | 30       | 3        | 3      | 0      | 162  | 32   |
| トッテナム・ホットスパー     | 2013-14      | プレミアリーグ   | 25       | 7        | 1          | 0          | 1            | 0            | 9        | 3        | -      | -      | 36   | 10   |
| トッテナム・ホットスパー     | 2014-15      | プレミアリーグ   | 38       | 10       | 2          | 0          | 4            | 2            | 4        | 0        | -      | -      | 48   | 12   |
| トッテナム・ホットスパー     | 2015-16      | プレミアリーグ   | 35       | 6        | 4          | 1          | 1            | 0            | 7        | 1        | -      | -      | 47   | 8    |
| トッテナム・ホットスパー     | 2016-17      | プレミアリーグ   | 36       | 8        | 3          | 1          | 1            | 2            | 8        | 1        | -      | -      | 48   | 12   |
| トッテナム・ホットスパー     | 2017-18      | プレミアリーグ   | 37       | 10       | 3          | 2          | 1            | 0            | 6        | 2        | -      | -      | 47   | 14   |
| トッテナム・ホットスパー     | 2018-19      | プレミアリーグ   | 35       | 8        | 0          | 0          | 4            | 0            | 12       | 2        | -      | -      | 51   | 10   |
| トッテナム・ホットスパー     | 2019-20      | プレミアリーグ   | 20       | 2        | 2          | 0          | 1            | 0            | 5        | 1        | -      | -      | 28   | 3    |
| トッテナム・ホットスパー     | 通算         | 通算             | 226      | 51       | 15         | 4          | 13           | 4            | 51       | 10       | -      | -      | 305  | 69   |
| インテル                     | 2019-20      | セリエA          | 17       | 1        | 3          | 1          | -            | -            | 6        | 2        | -      | -      | 26   | 4    |
| インテル                     | 2020-21      | セリエA          | 26       | 3        | 4          | 1          | -            | -            | 4        | 0        | -      | -      | 34   | 4    |
| インテル                     | 通算         | 通算             | 43       | 4        | 7          | 2          | -            | -            | 10       | 2        | -      | -      | 60   | 8    |
| ブレントフォード             | 2021-22      | プレミアリーグ   | 11       | 1        | 0          | 0          | -            | -            | -        | -        | -      | -      | 11   | 1    |
| マンチェスター・ユナイテッド | 2022-23      | プレミアリーグ   | 28       | 1        | 4          | 0          | 4            | 1            | 8        | 0        | -      | -      | 44   | 2    |
| マンチェスター・ユナイテッド | 2023-24      | プレミアリーグ   | 22       | 1        | 2          | 0          | 0            | 0            | 4        | 0        | -      | -      | 28   | 1    |
| マンチェスター・ユナイテッド | 2024-25      | プレミアリーグ   | 23       | 1        | 1          | 0          | 2            | 2            | 9        | 2        | 0      | 0      | 35   | 5    |
| マンチェスター・ユナイテッド | 通算         | 通算             | 73       | 3        | 7          | 0          | 6            | 3            | 21       | 2        | -      | -      | 107  | 8    |
| キャリア通算                 | キャリア通算 | キャリア通算     | 466      | 84       | 45         | 10         | 19           | 7            | 112      | 17       | 3      | 0      | 646  | 118  |

### 代表
出場大会
- U-21デンマーク代表

2011年 - UEFA U-21欧州選手権2011（グループステージ敗退）
- デンマーク代表

2010年 - 2010 FIFAワールドカップ（グループステージ敗退）
2012年 - UEFA EURO 2012（グループステージ敗退）
2018年 - 2018 FIFAワールドカップ（ベスト16）
2020年 - UEFA EURO 2020（ベスト4）
2022年 - 2022 FIFAワールドカップ（グループステージ敗退）
2024年 - UEFA EURO 2024
試合数
2025年7月16日現在
- 国際Aマッチ 144試合46得点（2010年 - ）[74]

| デンマーク代表 | 国際Aマッチ | 国際Aマッチ |
| 年             | 出場        | 得点        |
| -------------- | ----------- | ----------- |
| 2010           | 10          | 0           |
| 2011           | 10          | 2           |
| 2012           | 11          | 0           |
| 2013           | 11          | 2           |
| 2014           | 7           | 1           |
| 2015           | 8           | 1           |
| 2016           | 9           | 6           |
| 2017           | 9           | 9           |
| 2018           | 10          | 4           |
| 2019           | 10          | 6           |
| 2020           | 8           | 5           |
| 2021           | 6           | 0           |
| 2022           | 11          | 3           |
| 2023           | 6           | 1           |
| 2024           | 14          | 3           |
| 2025           | 4           | 3           |
| 通算           | 144         | 46          |

### 代表での得点
| #  | 開催日         | 開催地                                           | 対戦国         | スコア | 結果 | 大会                                              |
| -- | -------------- | ------------------------------------------------ | -------------- | ------ | ---- | ------------------------------------------------- |
| 1  | 2011年6月4日   | レイキャヴィーク、ラウガルタルスヴェルル         | アイスランド   | 0–2    | 0–2  | UEFA EURO 2012予選                                |
| 2  | 2011年8月10日  | グラスゴー、ハムデン・パーク                     | スコットランド | 1–1    | 2–1  | 親善試合                                          |
| 3  | 2013年6月5日   | オールボー、ノルディスク・アレナ                 | ジョージア     | 2–1    | 2–1  | 親善試合                                          |
| 4  | 2013年8月14日  | グダニスク、PGEアリーナ・グダニスク              | ポーランド     | 1–1    | 2–3  | 親善試合                                          |
| 5  | 2014年5月22日  | デブレツェン、ナジェルデイ・シュタディオン       | ハンガリー     | 1–1    | 2–2  | 親善試合                                          |
| 6  | 2015年6月8日   | ヴィボー、ヴィボー・スタディオン                 | モンテネグロ   | 1–1    | 2–1  | 親善試合                                          |
| 7  | 2016年6月7日   | 吹田市、市立吹田サッカースタジアム               | ブルガリア     | 2–0    | 4–0  | キリンカップサッカー2016                          |
| 8  | 2016年6月7日   | 吹田市、市立吹田サッカースタジアム               | ブルガリア     | 3–0    | 4–0  | キリンカップサッカー2016                          |
| 9  | 2016年6月7日   | 吹田市、市立吹田サッカースタジアム               | ブルガリア     | 4–0    | 4–0  | キリンカップサッカー2016                          |
| 10 | 2016年9月4日   | コペンハーゲン、パルケン・スタディオン           | アルメニア     | 1–0    | 1–0  | 2018 FIFAワールドカップ・ヨーロッパ予選           |
| 11 | 2016年11月11日 | コペンハーゲン、パルケン・スタディオン           | カザフスタン   | 2–1    | 4–1  | 2018 FIFAワールドカップ・ヨーロッパ予選           |
| 12 | 2016年11月11日 | コペンハーゲン、パルケン・スタディオン           | カザフスタン   | 4–1    | 4–1  | 2018 FIFAワールドカップ・ヨーロッパ予選           |
| 13 | 2017年6月6日   | ブレンビー、ブレンビー・スタディオン             | ドイツ         | 1–0    | 1–1  | 親善試合                                          |
| 14 | 2017年6月10日  | アルマトイ、アルマトイ・セントラル・スタジアム   | カザフスタン   | 0–2    | 1–3  | 2018 FIFAワールドカップ・ヨーロッパ予選           |
| 15 | 2017年9月1日   | コペンハーゲン、パルケン・スタディオン           | ポーランド     | 4–0    | 4–0  | 2018 FIFAワールドカップ・ヨーロッパ予選           |
| 16 | 2017年9月4日   | エレバン、ハンラペタカン・スタジアム             | アルメニア     | 1–2    | 1–4  | 2018 FIFAワールドカップ・ヨーロッパ予選           |
| 17 | 2017年10月5日  | ポドゴリツァ、スタディオン・ポド・ゴリツォム     | モンテネグロ   | 0–1    | 0–1  | 2018 FIFAワールドカップ・ヨーロッパ予選           |
| 18 | 2017年10月8日  | コペンハーゲン、パルケン・スタディオン           | ルーマニア     | 1–0    | 1–1  | 2018 FIFAワールドカップ・ヨーロッパ予選           |
| 19 | 2017年11月14日 | ダブリン、アビバ・スタジアム                     | アイルランド   | 1–2    | 1–5  | 2018 FIFAワールドカップ・ヨーロッパ予選プレーオフ |
| 20 | 2017年11月14日 | ダブリン、アビバ・スタジアム                     | アイルランド   | 1–3    | 1–5  | 2018 FIFAワールドカップ・ヨーロッパ予選プレーオフ |
| 21 | 2017年11月14日 | ダブリン、アビバ・スタジアム                     | アイルランド   | 1–4    | 1–5  | 2018 FIFAワールドカップ・ヨーロッパ予選プレーオフ |
| 22 | 2018年6月10日  | ブレンビー、ブレンビー・スタディオン             | メキシコ       | 2–0    | 2–0  | 親善試合                                          |
| 23 | 2018年6月21日  | サマーラ、サマーラ・アリーナ                     | オーストラリア | 1–0    | 1–1  | 2018 FIFAワールドカップ                           |
| 24 | 2018年9月10日  | オーフス、アトレティオン                         | ウェールズ     | 1–0    | 2–0  | UEFAネーションズリーグ2018-19                     |
| 25 | 2018年9月10日  | オーフス、アトレティオン                         | ウェールズ     | 2–0    | 2–0  | UEFAネーションズリーグ2018-19                     |
| 26 | 2019年3月21日  | プリシュティナ、スタディウミ・ファディル・ボクミ | コソボ         | 1–1    | 2–2  | 親善試合                                          |
| 27 | 2019年6月10日  | コペンハーゲン、パルケン・スタディオン           | ジョージア     | 2–1    | 5–1  | UEFA EURO 2020予選                                |
| 28 | 2019年9月5日   | ジブラルタル、ヴィクトリア・スタジアム           | ジブラルタル   | 2–0    | 6–0  | UEFA EURO 2020予選                                |
| 29 | 2019年9月5日   | ジブラルタル、ヴィクトリア・スタジアム           | ジブラルタル   | 3–0    | 6–0  | UEFA EURO 2020予選                                |
| 30 | 2019年11月15日 | コペンハーゲン、パルケン・スタディオン           | ジブラルタル   | 2–0    | 6–0  | UEFA EURO 2020予選                                |
| 31 | 2019年11月15日 | コペンハーゲン、パルケン・スタディオン           | ジブラルタル   | 3–0    | 6–0  | UEFA EURO 2020予選                                |
| 32 | 2020年10月7日  | ヘアニング、MCHアリーナ                          | フェロー諸島   | 2–0    | 4–0  | 親善試合                                          |
| 33 | 2020年10月11日 | レイキャヴィーク、ラウガルタルスヴェルル         | アイスランド   | 0–2    | 0–3  | UEFAネーションズリーグ2020-21                     |
| 34 | 2020年10月14日 | ロンドン、ウェンブリー・スタジアム               | イングランド   | 0–1    | 0–1  | UEFAネーションズリーグ2020-21                     |
| 35 | 2020年11月15日 | コペンハーゲン、パルケン・スタディオン           | アイスランド   | 1–0    | 2–1  | UEFAネーションズリーグ2020-21                     |
| 36 | 2020年11月15日 | コペンハーゲン、パルケン・スタディオン           | アイスランド   | 2–1    | 2–1  | UEFAネーションズリーグ2020-21                     |
| 37 | 2022年3月26日  | アムステルダム、ヨハン・クライフ・アレナ         | オランダ       | 2–3    | 2–4  | 親善試合                                          |
| 38 | 2022年3月29日  | コペンハーゲン、パルケン・スタディオン           | セルビア       | 0–3    | 0–3  | 親善試合                                          |
| 39 | 2022年9月22日  | ザグレブ、スタディオン・マクシミール             | クロアチア     | 1–1    | 2–1  | UEFAネーションズリーグ2022-23                     |
| 40 | 2023年9月7日   | コペンハーゲン、パルケン・スタディオン           | サンマリノ     | 4–0    | 4–0  | UEFA EURO 2024予選                                |
| 41 | 2024年6月5日   | コペンハーゲン、パルケン・スタディオン           | スウェーデン   | 2-1    | 2-1  | 親善試合                                          |
| 42 | 2024年6月16日  | シュトゥットガルト、MHPアレーナ                  | スロベニア     | 1-1    | 1-1  | UEFA EURO 2024                                    |
| 43 | 2024年10月15日 | ザンクト・ガレン、キブンパルク                   | スイス         | 2-2    | 2-2  | UEFAネーションズリーグ2024-25                     |
| 44 | 2025年3月23日  | リスボン、エスタディオ・ジョゼ・アルヴァラーデ   | ポルトガル     | 2-2    | 5-2  | UEFAネーションズリーグ2024-25                     |
| 45 | 2025年6月7日   | コペンハーゲン、パルケン・スタディオン           | 北アイルランド | 2-1    | 2-1  | 親善試合                                          |
| 46 | 2025年6月10日  | オーゼンセ、ネイチャー・エネルギー・パルク       | リトアニア     | 2-0    | 5-0  | 親善試合                                          |

## タイトル

### クラブ
アヤックス・アムステルダム
- エールディヴィジ : 2010-11, 2011-12, 2012-13

- KNVBカップ : 2009-10
- ヨハン・クライフ・スハール : 2013

インテルナツィオナーレ・ミラノ
- セリエA : 2020-21

マンチェスター・ユナイテッドFC
- EFLカップ : 2022-23

### 個人
- デンマーク・ヤングプレーヤーオブザイヤー : 2008
- デンマーク年間最優秀サッカー選手賞 : 2013, 2014, 2015, 2017
- デンマーク選手協会賞 : 2013, 2014
- PFA年間ベストイレブン : 2018